# Висока Домброва
Висока Домброва (пол. Wysoka Dąbrowa, нім. Schöneberg) — село в Польщі, у гміні Кольно Ольштинського повіту Вармінсько-Мазурського воєводства.
Населення — 183 особи (2011).
У 1975-1998 роках село належало до Ольштинського воєводства.

## Демографія
Демографічна структура станом на 31 березня 2011 року:
|          | Загалом | Допрацездатний вік | Працездатний вік | Постпрацездатний вік |
| -------- | ------- | ------------------ | ---------------- | -------------------- |
| Чоловіки | 88      | 20                 | 62               | 6                    |
| Жінки    | 95      | 26                 | 51               | 18                   |
| Разом    | 183     | 46                 | 113              | 24                   |